# Igreja Ortodoxa Búlgara
A Igreja Ortodoxa Búlgara (em búlgaro:  Българска православна църква, translit.: Bălgarska pravoslavna cărkva), legalmente Patriarcado Búlgaro (em búlgaro:  Българска патриаршия, translit.: Bûlgarska patriarshiya), é uma jurisdição autocéfala da Igreja Ortodoxa que reúne aproximadamente oito a dez milhões de fiéis, a maioria dentro da Bulgária, de onde é a Igreja nacional. Sua autocefalia foi reconhecida no ano de 927 pelo Patriarcado Ecumênico de Constantinopla.
O Primaz da Igreja é o Patriarca de Toda a Bulgária, oficialmente Patriarca de Toda a Bulgária e Metropolita de Sofia, posição desde 30 de junho de 2024 ocupada por Daniel.
O Patriarcado Búlgaro é o herdeiro do Arcebispado de Plisca, do Patriarcado de Preslava, do Arcebispado de Ocrida, do Patriarcado de Tarnovo e do Exarcado Búlgaro.

## História

### Fundação
O Cristianismo no país data da era apostólica, com os apóstolos Santo André e São Paulo levando a fé às primeiras comunidades nos Bálcãs. Pelo início do século IV, algumas cidades da atual Bulgária já figuravam entre os principais centros do Império Romano, como em Sérdica, Filipópolis e Odesso. As incursões de povos pagãos entre os séculos IV e VII danificaram severamente a estrutura da Igreja na região, mas não puderam destruí-la. Por meados do século IX, os eslavos na região já haviam sido largamente cristianizados, com relativo sucesso da crença entre a nobreza protobúlgara, até que, em 865, o Czar Bóris I da Bulgária converteu-se e adotou-a como religião do Estado. Bóris, hoje tido como patrono da Igreja ao lado de apóstolo André, oscilou entre a submissão eclesial a Roma e a Constantinopla até que, cinco anos depois, o Quarto Concílio de Constantinopla reconheceu o episcopado búlgaro como autônomo e sediado em Plisca.
Atritos posteriores entre o Império Búlgaro e o Império Bizantino resultaram em tentativa de submissão a Constantinopla seguida por uma declaração de independência e de Patriarcado em 870 e 919, respectivamente. Em 927, as reivindicações são reconhecidas por Constantinopla. Não obstante, a Igreja Ortodoxa tem um histórico instável de autocefalia dentro do território búlgaro.

## Organização
O poder clerical, judicial e administrativo supremo da Igreja Ortodoxa Búlgara é exercido pelo Santo Sínodo, que inclui o Patriarca e os prelados diocesanos, que são chamados metropolitas. A vida eclesial nas paróquias é orientada pelos párocos, que são cerca de 1.500.

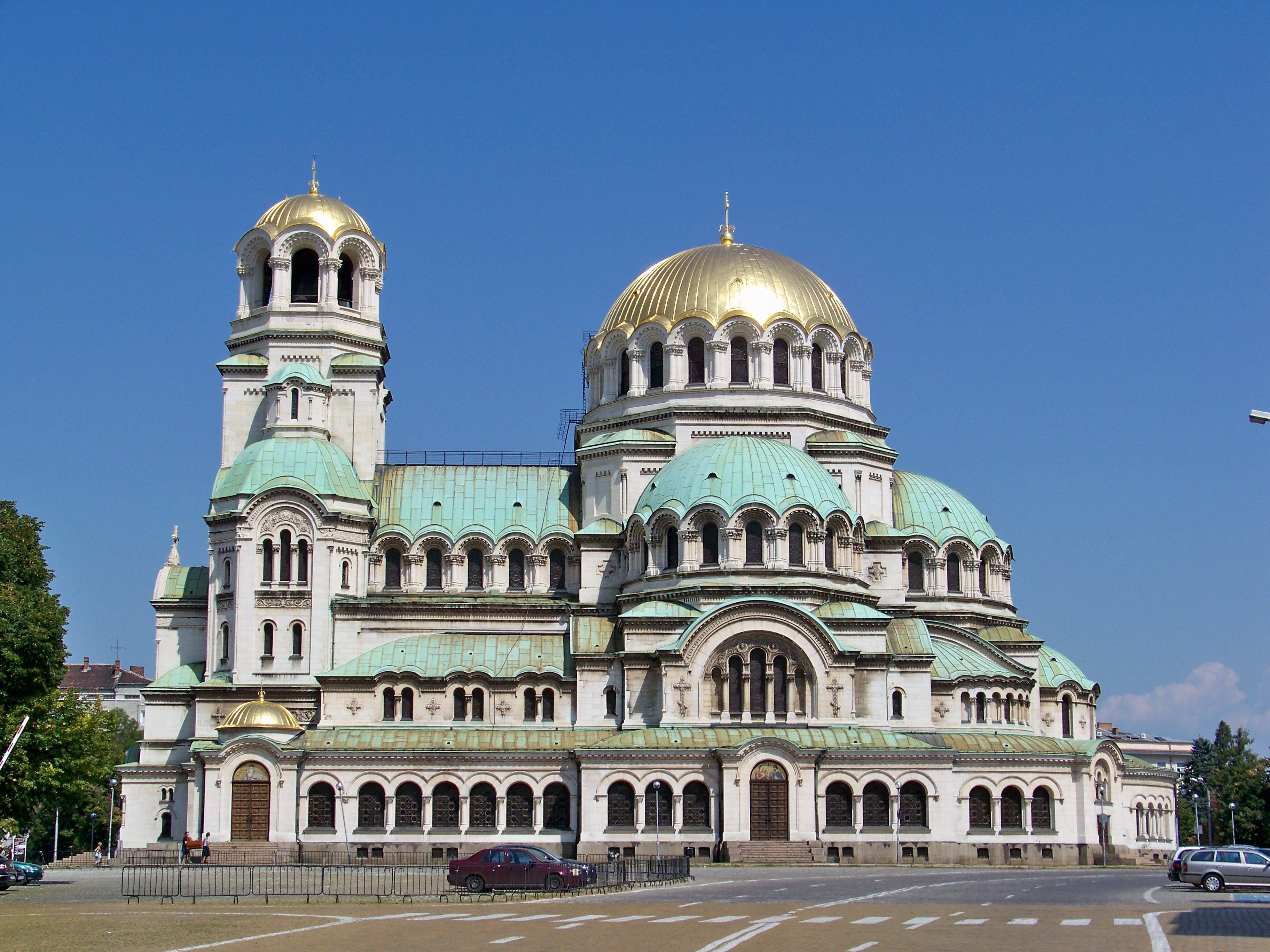
Catedral de Santo Alexandre Nevski em Sofia, Bulgária.

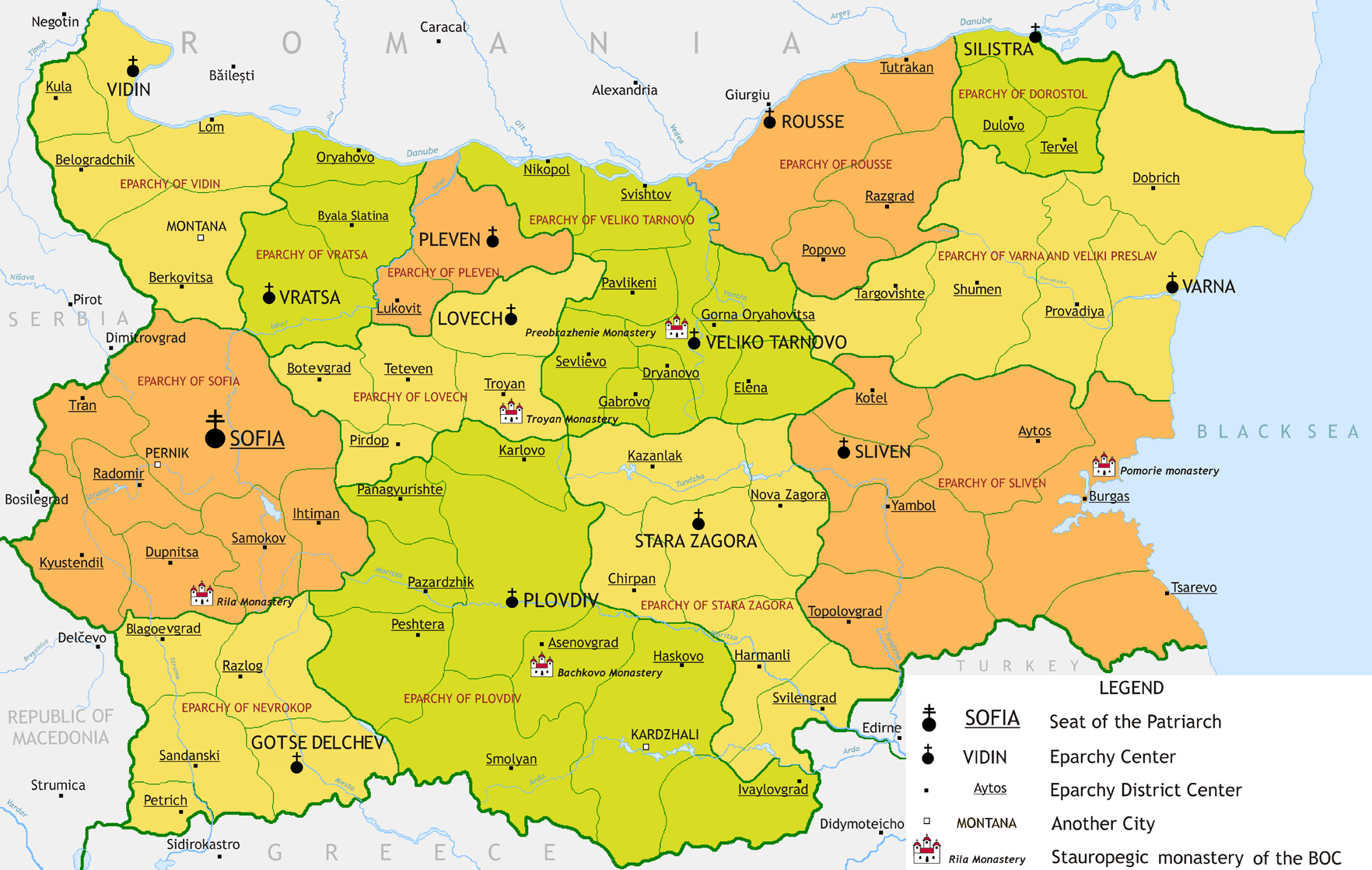
Eparquias da Igreja Ortodoxa Búlgara na Bulgária

A Igreja se divide em treze eparquias em território búlgaro:
- Vidin;
- Vratsa;
- Lovech;
- Veliko Tarnovo;
- Dorostol, sediada em Silistra;
- Varna e Veliki Preslav;
- Sliven;
- Stara Zagora;
- Plovdiv;
- Sófia;
- Nevrokop, sediada em Blagoevgrad;
- Pleven;
- Ruse.

Também há duas eparquias no exterior:
- Europa Central e Ocidental, sediada em Berlin;[11]
- Eparquia dos Estados Unidos, Canadá e Austrália, sediada em Nova Iorque.

A Igreja conta com cerca de 1 500 padres distribuídos por 2 600 paróquias, e com cerca de dois mil monges e quase o mesmo número de monjas distribuídos por 120 monastérios. Há pelo menos um monastério sob a Igreja da Bulgária no exterior, em Harper Woods. O Mosteiro de Zografo, no Monte Atos, segue a tradição ortodoxa búlgara, mas está sob o Patriarcado Ecumênico de Constantinopla, como de praxe na ilha.